# Nefrocalcinosis
En medicina, se denomina nefrocalcinosis a la existencia de depósitos de calcio en el parénquima del riñón que puedan detectarse mediante pruebas de imagen como radiografía o ecografía. No constituye una enfermedad en sí misma, sino un síntoma que puede deberse a diferentes causas, entre ellas el hiperparatiroidismo, la intoxicación por vitamina D y la acidosis tubular renal tipo I. Suele asociarse a elevación del nivel de calcio en sangre (hipercalcemia) y exceso de eliminación de calcio a través de la orina (hipercalciuria). Se detecta mediante pruebas de imagen, en la ecografía, por ejemplo, se aprecian los depósitos de sales de calcio localizados en diferentes partes del riñón como la médula renal y la papila renal.

## Síntomas
Los síntomas son muy variables dependiendo de la causa y del número y tamaño de los depósitos, en ocasiones la afección es asintomática, pero en otros casos se daña la estructura del riñón y puede producirse insuficiencia renal.

## Tratamiento
El tratamiento depende de la causa que provoque el mal, si se debe a intoxicación por vitamina D, deben suspenderse inmediatamente la administración de preparados o suplementos alimenticios que la contengan.

La nefrocalcinosis se diferencia de la litiasis renal en que en esta última los depósitos de calcio se forman en las vías urinarias y no en el parénquima renal.